# Rupes Nigra

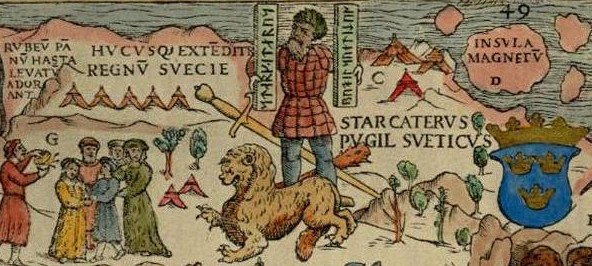
Parte de la Carta Marina de 1539 de Olaus Magnus, que representa la ubicación del norte magnético vagamente concebido como "Insula Magnetu[m]" (en latín, "Isla de los imanes") en la actual Murmansk.

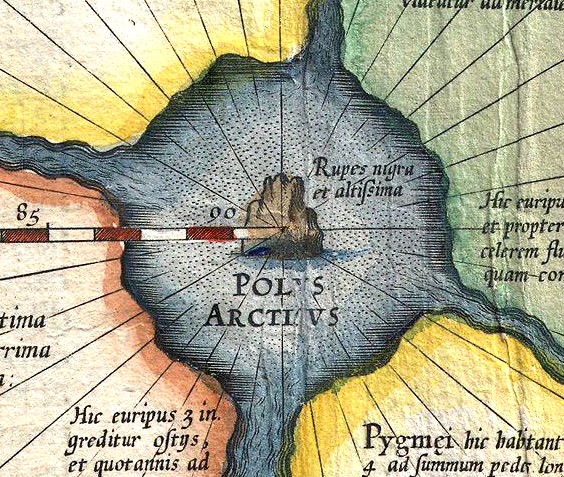
Detalle del mapa del Ártico de Mercator (edición c. 1620), que muestra la Rupes Nigra en el Polo caliente rodeadas por cuatro islas grandes.

Rupes Nigra (Roca Negra) es una isla fantasma de enorme tamaño constituida de roca negra imantada que se creía estaba ubicada en el polo norte. La existencia de dicha isla pretendía explicar por qué las brújulas señalaban siempre al polo norte magnético desde cualquier punto. 
La idea parece ser que partió de un libro desaparecido titulado Inventio fortunata, de autoría incierta, y que se presume fue escrito en el siglo XIV. Su contenido se conoce solo por referencias de terceros y tuvo una importante influencia entre los cartógrafos de los siglos XVI y XVII. El propio Gerardus Mercator (1512-1594) llegó a representar la Rupes Nigra en su atlas póstumo (publicado en 1595), donde se incluía el primer mapa referido al Ártico. Además, dibujaba cuatro pequeños continentes a su alrededor, también fantásticos, inmersos en un océano turbulento.

## En ficción

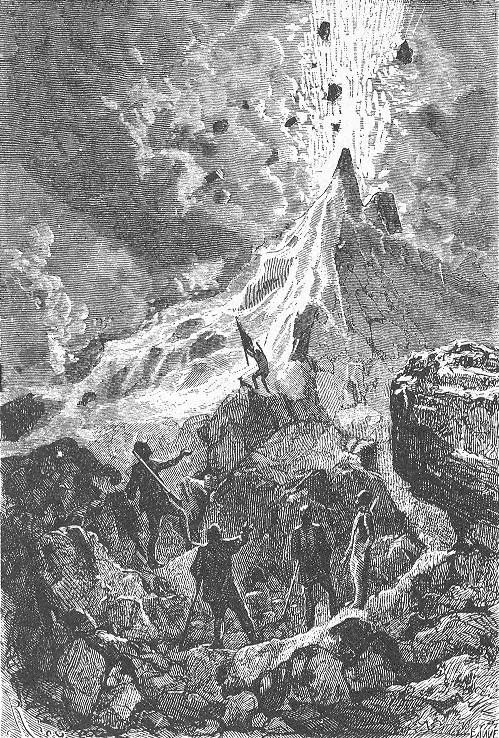
Mt. Hatteras, el volcán en el Polo Norte en Las aventuras del capitán Hatteras de Julio Verne.

En Las aventuras del capitán Hatteras (1866) de Julio Verne, el Polo Norte está ocupado por Queen Island, creada por un volcán (Monte Hatteras) en medio de un mar polar abierto.